# 파 (채소)
파는 부추속(Allium)에 속하는 다양한 종의 식용 야채이다. 파는 일반적으로 대부분의 양파보다 맛이 더 부드럽다. 가까운 친척으로는 마늘, 샬롯, 부추, 부추, 중국 양파 등이 있다.
사람들은 많은 알리움 종의 구근을 식품으로 사용하지만 파 종의 특징은 완전히 발달된 구근이 결여되어 있다는 것이다. 대신 파라고 불리는 알리움 종은 구근에서 직접 자라는 속이 빈 관 모양의 녹색 잎을 제공한다. 이 잎은 야채로 사용되며 생으로 먹거나 요리하여 먹을 수 있다. 종종 잎은 다양한 요리에 잘게 썰어 가니시(granish)로 사용된다.
파(영어: spring onion, green onion, scallion)로 사용하는 식물은 다음과 같다.
- 염교(A. chinense)
- 쪽파(A. × proliferum)
- 양파(A. cepa)
  - 샬롯
  - 칼소트
- 파(A. fistulosum)
  - 대파
  - 실파

## 사진 갤러리

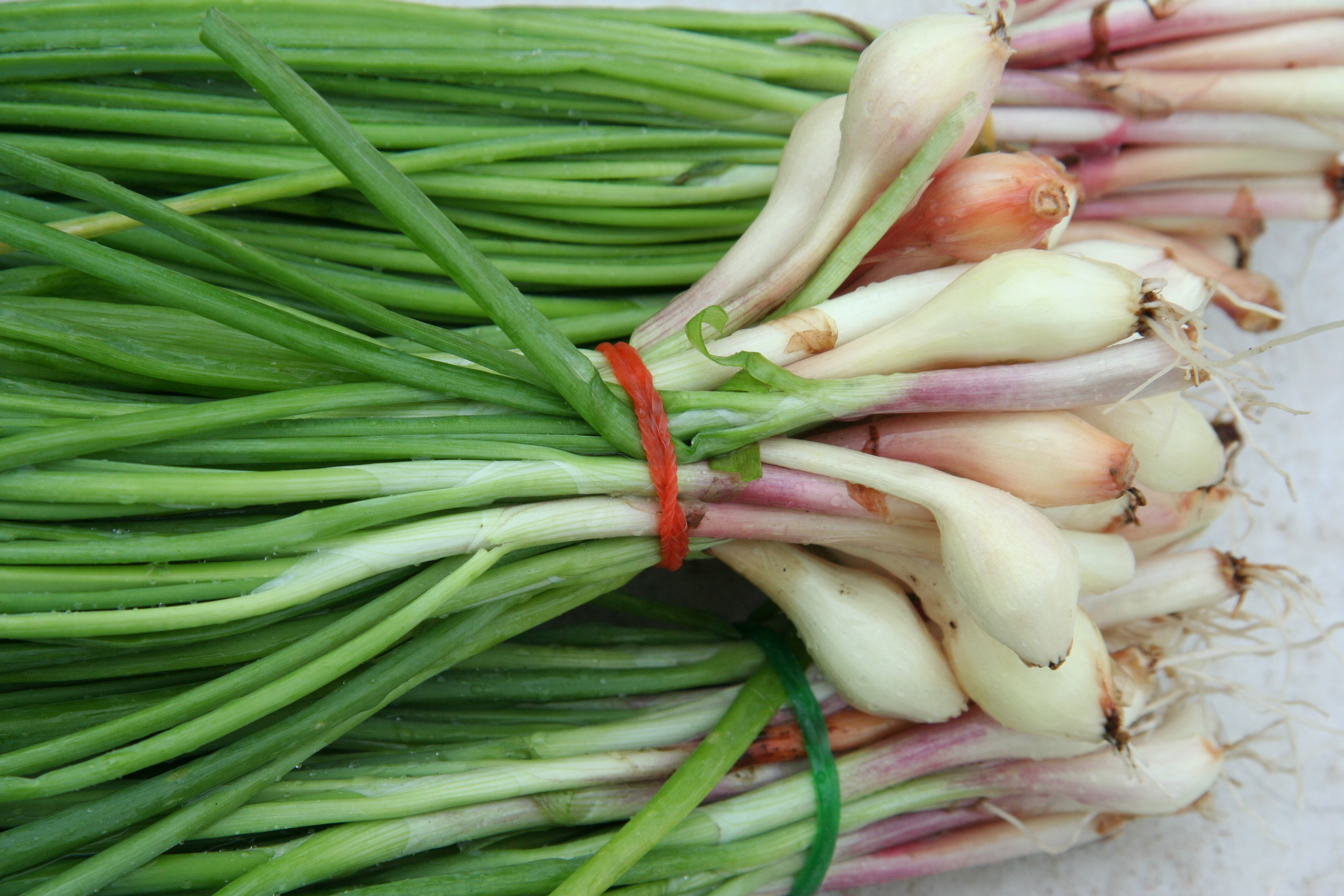
쪽파
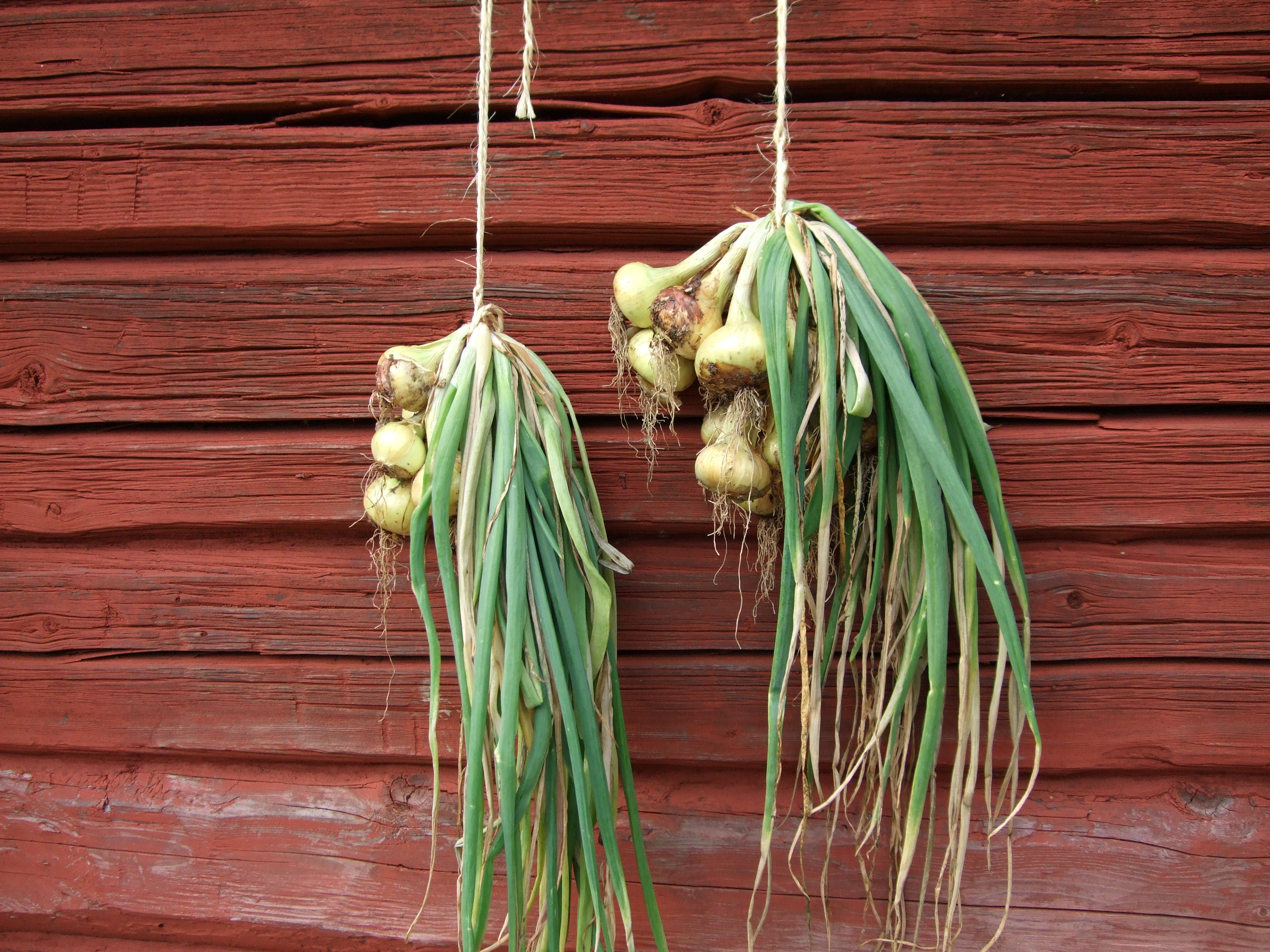
양파 줄기
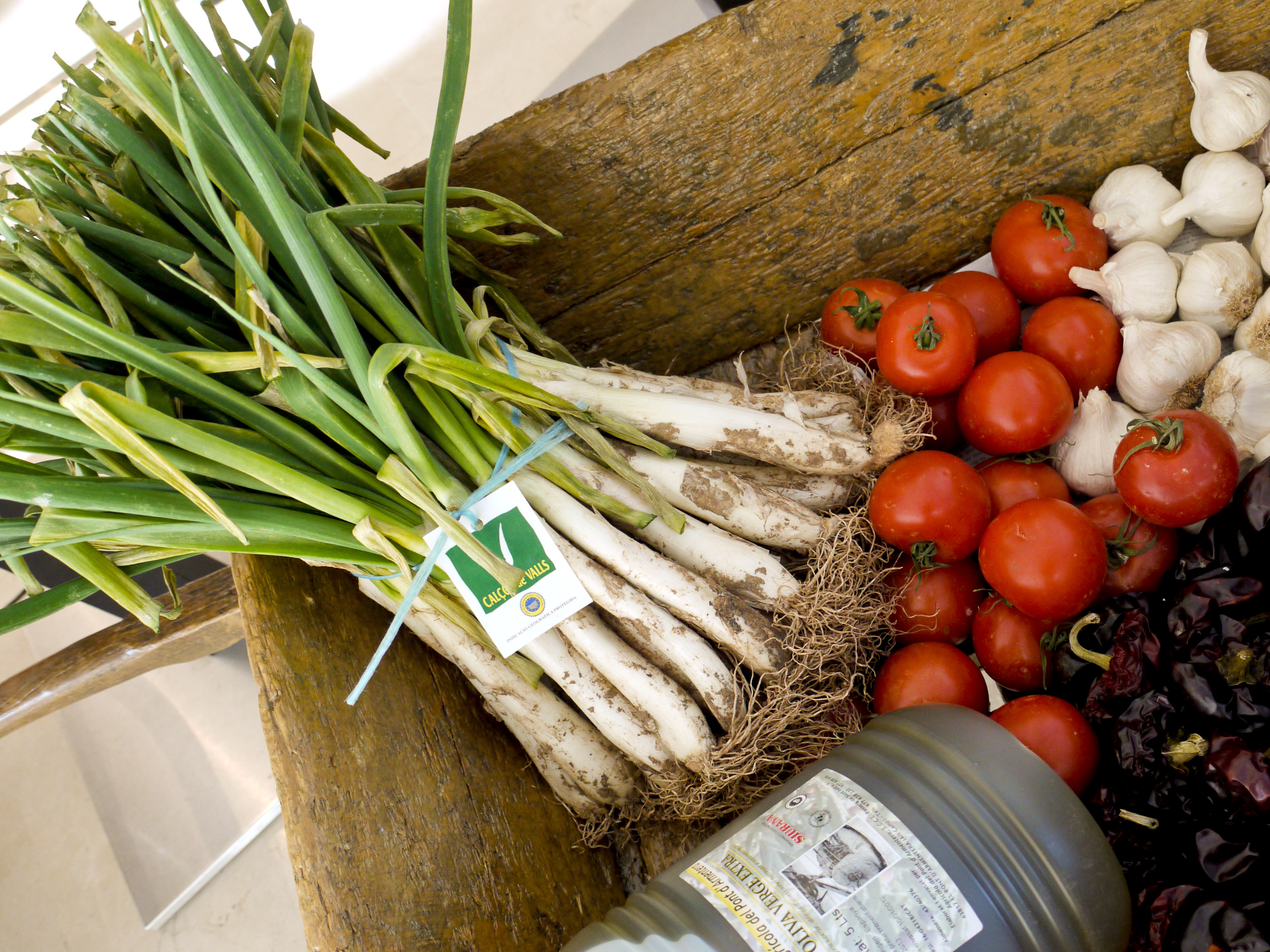
칼소트
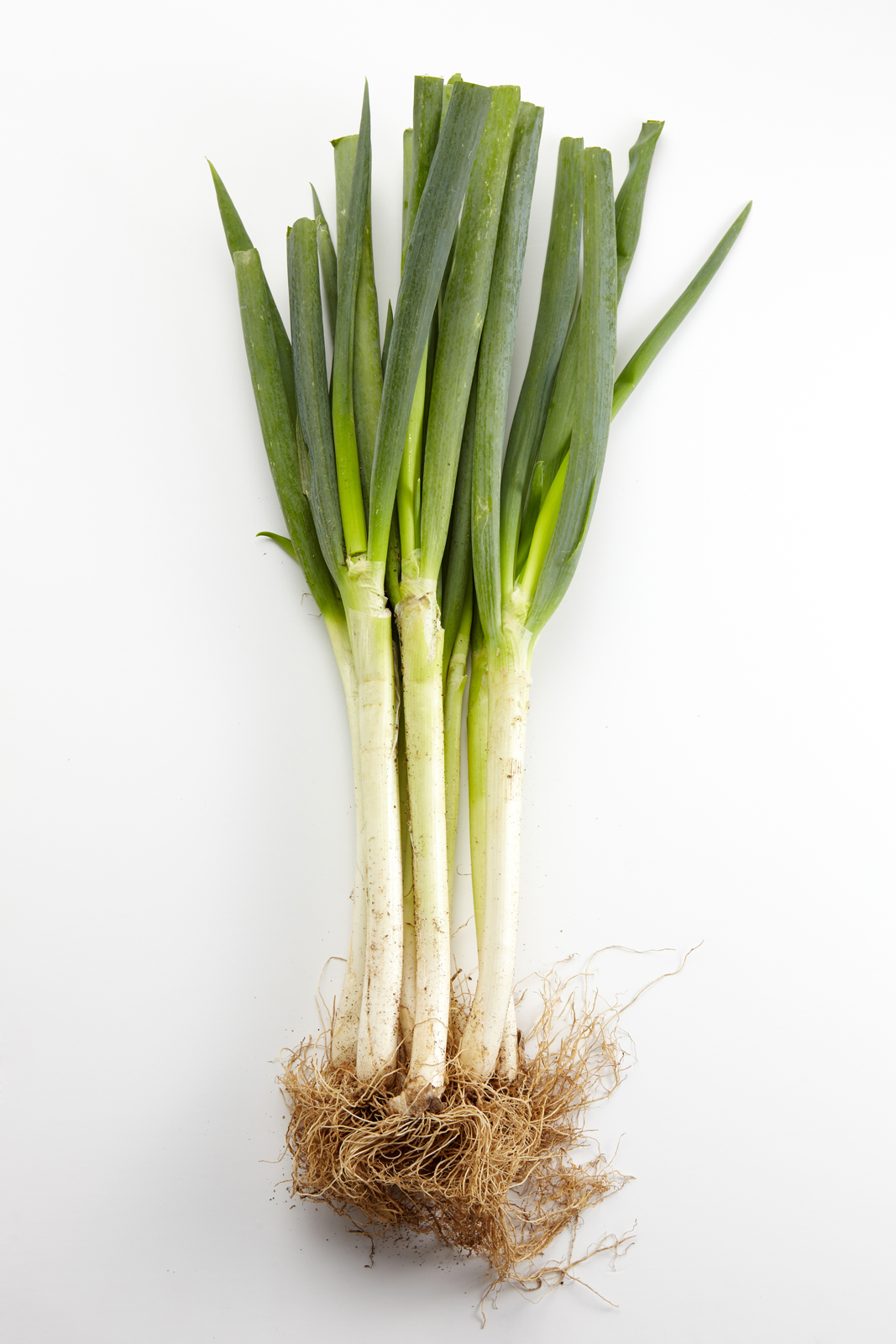
대파
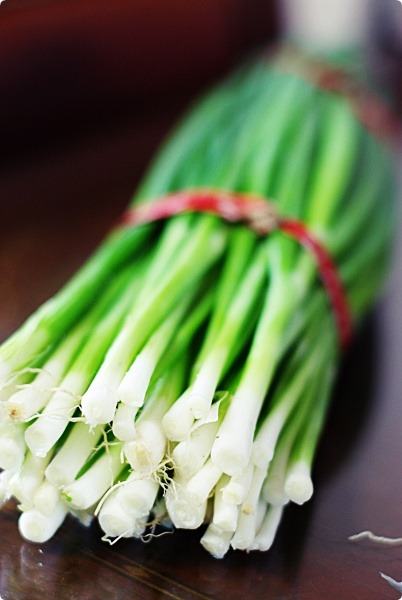
실파

## 같이 보기
- 구슬양파
- 부추
- 양파
- 차이브
- 마늘